# Markt intern
Die Markt-intern-Verlagsgruppe (Eigenschreibung markt intern) ist der Herausgeber von mehr als 30 meist wöchentlich für mehrere Branchen erscheinenden Wirtschafts-Informationsbriefen.
In den Informationsbriefen wird auf Anzeigen verzichtet. Die Redaktionen bestehen aus 50 hauptberuflichen Journalisten, darunter Rechtsanwälte.
Die geäußerte Kritik an Unternehmen und politischen Institutionen war Ursache für eine Reihe von Prozessen, z. B. mit Kapital-Consult/Walter Fink, Beiersdorf, Max Grundig, Werner Klumpe/Dietrich Eckart, Dr. Amann, Ideenkapital.

## Unabhängigkeit
Der Europäische Gerichtshof für Menschenrechte stellte 1989 fest, dass die markt intern Verlag GmbH ihre Informationsblätter „ohne Werbung oder PR“ veröffentliche, ausschließlich über Abonnements finanziere und von Journalisten publiziere – was den Anspruch auf redaktionelle Unabhängigkeit bestätige. Auch in einer späteren wissenschaftlichen Auseinandersetzung mit dem Fall wird die Relevanz der Unabhängigkeit von markt intern im Zusammenhang mit Pressefreiheit betont.  
Ein Branchenprofil des Bundesverbandes Finanzdienstleistung beschreibt den Verlag zudem als Europas größten Brancheninformationsdienst mit über 100 Mitarbeitern, darunter zahlreiche Juristen und Wirtschaftswissenschaftler, die 37 wöchentliche Fachbriefe für den Mittelstand erstellen.

## Liste der Titel
- Apotheke/Pharmazie
- Augenoptik/Optometrie
- arbeitgeber intern
- Automarkt & Tankstelle
- Büro-Fachhandel
- Eisenwaren/Werkzeuge/Garten
- Elektro-Fachhandel
- Elektro-Installation
- Exclusiv (Schweiz)
- Foto-Fachhandel & -Studio
- GmbH intern
- Hörgeräteakustik
- Ihr Steuerberater
- Immobilien intern
- Installation Sanitär/Heizung
- Mittelstand
- Möbel-Fachhandel
- Parfümerie/Kosmetik
- Schuh-Fachhandel
- Spielwaren/Modellbau/Kreativ
- Sport-Fachhandel
- Steuerberater intern
- Steuertip
- Telekommunikation
- Uhren & Schmuck
- Umsatzsteuer intern
- Unterhaltungselektronik

Im kapital-markt intern Verlag erscheinen die Informationsbriefe:
- Bank intern
- Finanztip
- Kapital-Markt intern
- Versicherungstip

## Geschichte
Der Verlag wurde am 1. Januar 1971 von Hans A. Bernecker, Günter Weber und Hans Bayer gegründet. Der erste Branchenbrief mit dem Titel Markt intern erschien am 13. Februar 1971 anlässlich der Kölner Hausratsmesse für den Elektrofachhandel. Der deutsche Steuer-Informationsbrief Steuertip erschien erstmals am 2. November 1973. Seit 1982 befanden sich die Gesellschaftsanteile nur noch im Besitz von Mitgliedern der Familien der Gründer Hans Bayer und Günter Weber. Zum  1. Januar 2014 hat sich der bisherige Herausgeber Günter Weber zusammen mit den Prokuristen Uwe Kremer und Gerrit Weber abgespalten zur Kapital-Markt intern Verlag GmbH. Neuer Herausgeber der Markt intern Verlag GmbH ist seit dem  1. April 2025 Lorenz Huck.

## Deutscher Mittelstandspreis
Die Verlagsgruppe verleiht gemeinsam mit weiteren Verbänden seit 1996 den Deutschen Mittelstandspreis. Diesen erhielten
- 2014 – Jens Weidmann
- 2012 – Thilo Sarrazin
- 2010 – Günter Verheugen
- 2008 – Michael Glos
- 2007 – Viviane Reding
- 2006 – Hans-Olaf Henkel
- 2005 – Paul Kirchhof
- 2004 – Karl Kardinal Lehmann
- 2003 – Christian Wulff
- 2002 – Lothar Späth
- 2001 – Roman Herzog
- 2000 – Peter Müller
- 1999 – Karel Van Miert
- 1998 – Rainer Brüderle
- 1997 – Otto Wiesheu
- 1996 – Gerhard Schröder[7]

Zum Kustos ernannt wurden:
- Michael Balke (2012)
- Frank Schäffler (2010)
- Hartmut Schauerte (2008)
- Klaus Tipke (2007)
- Gerhart Baum (2006)
- Klaus Buß (2005)
- Christine Scheel (2004)
- Ingo Friedrich (2003)
- Werner Böhnke (2002)
- Mario Ohoven (2001)
- Ernst Hinsken (2000)
- Eberhard Hamer (1999)
- Hans Michelbach (1998)
- Karl Kunrath (1997)
- Klaus E. Bregger (1996)

Weitere Preisträger u. a.:
- Medien-/Journalistenpreis:
  - Lisa Fitz (2012)
  - Christian Rach (2010)
  - Anja Kohl (2008)
  - Rudi Cerne (2007)
  - Franz Kotteder (2006)
  - Jörg Pilawa (2005)
  - Ulrich Kienzle (2004)
  - Elke Heidenreich (2003)
  - Harald Posny (2002)
  - Hans Werner Conen (2001)
  - Mathias Döpfner (2000)
  - Günther Jauch (1999)

- Kooperationspreis:

- - Mittelstands- und Wirtschaftsvereinigung der CDU/CSU (2012)
  - Wettbewerbs-Initiative Richtungsweisender Fachhändler – WIR (2010)
  - Der Kreis (2008)
  - NOWEDA eG (2007)
  - BSH-Mittelstandskreis (2006)
  - VDW e. V. (2005)
  - CC-Bank AG (2004)
  - duo schreib & spiel (2003)
  - Initiative Markenhersteller und Mittelstand/IMM (2002)
  - Telering Marketing (2001)
  - MEL + Deutsche Lancôme GmbH (2000)

- Unternehmerpreis:

- - Ernst Prost (2012)
  - Andreas Bettermann (2010)
  - Rolf Diehl (2008)
  - Dirk Giersiepen (2007)
  - Anton Kathrein (2006)
  - Rudolf Miele und Peter Zinkann (2005)
  - Peter Schöffel (2004)
  - Anton W. Graf von Faber-Castell (2003)[8]